# Atik mešita (Bijeljina)
Atik mešita (bosensky Atik džamija, Sultan Sulejmanova džamija, atik je arabsky starý) se nachází v Bijeljině, městu na severu Bosny a Hercegoviny, v Republice srbské. Mešita je zvláštní tím, že její minaret má dva ochozy, šerefety, místo standardního jednoho.
Mešita vznikla na konci 19. století na místě, kde stávala kdysi mešita stejného jména avšak jiná; tato původní, jež byla postavena roku 1566 utrpěla těžká poškození během útoků habsburských vojsk na město; mezi lety 1716 a 1739 fungovala též i jako kostel. Obnova a výstavba mešity současné přišla roku 1893. Při občanské válce byla stejně jako mnoho dalších mešit i kostelů značně poničena, jako symbol identity nepřítele. Dodnes se spekuluje, zdali se pod současnou stavbou nenachází ještě staré křesťanské památky z předosmanských dob; v etnicky ne příliš stabilním regionu to vyvolává mnohé diskuze.[zdroj?]